# Nový kostel (Litomyšl)
Nový kostel v Litomyšli je modlitebnou Sboru Církve bratrské. Moderní stavba se střídavě skloněnou střechou byla vystavěna v letech 2008–2010 podle návrhu brněnského architekta Zdeňka Fránka. Kostel, ve kterém se konají také koncerty a výstavy, byl slavnostně otevřen 4. prosince 2010.
Církev bratrská v Litomyšli v roce 2009 oslavila 100 let od založení svého místního sboru. Od dob vzniku užívala dům ve vilové zástavbě v Nádražní ulici, v posledních letech z kapacitních důvodů další prostory, určené primárně k jinému účelu (např. kongresový sál hotelu Zlatá Hvězda). Nakonec vznikla myšlenka vybudovat prostory nové.
Vítěznou studii zpracovala architektonická kancelář Fránek Architects Zdeňka Fránka. Unikátním prvkem je zahloubení modlitebny do travnatého terénu. Stavba disponuje sálem pro cca 150 lidí, dvěma víceúčelovými klubovnami a společenským vestibulem. Ve druhém podlaží je byt pro rodinu kazatele sboru. Stavba si vyžádala 19,5 milionu korun.
V roce 2012 nominovali odborníci Nový kostel spolu s osmi dalšími českými stavbami do prestižní architektonické soutěže Mies van der Rohe Award v Barceloně.